# Петро Гаштовт
Петро Гаштовт, також Петро Гаштовтович, Гастольд Ґаштольд, Петро Порай Гаштольд гербу Абданк (також ; лит. Petras Goštautas, 1305 — 1364) — жмудсько-литовський боярин, військовий та державний діяч Великого князівства Литовського. За даними Владислава Семковича, згаданий у «Хроніці Віганда з Марбурга». Базові знання про нього у хроніці (літописі) Биховця. Іншими істориками вважається легендарною особою, немає прямих доказів його існування.

## Життєпис
Син Метвіка Гастовта IV (1280—1323), внук Сурміна Гастовта II (1250—1315). За даними Словника географічного Королівства Польського, був католиком, одружився з Бучацькою, опікун християн у Вільно часів великого князя Ольгерда.

### Версія В. Семковича[10]
Литовсько-жмудський боярин, перший в роді («протопласт»). Згаданий у хроніці Віганда з Марбурга: за нею, був старостою, обороняв замок Вельона, здався із залогою тевтонцям, був вбитий агресивними ворогами. На околиці Вельони мав маєток. На тевтонському процесі 1413 року польсько-литовська сторона намагалася довести: Вельона споконвіку належала ВКЛ, для цього прокуратор короля, великого князя склав опис, за яким "…на північ від замку було село Гастольдів — сьогодні зникле, найстарший слід роду, який звідси після його смерті переїхав до Геранен.
Пізніша легенда пов'язує його з місією францисканців у ВКЛ за пів століття до хрещення Литви. Він мав спровадити до Вільнюса 14 монахів, сприяти спорудженню костелу Св. Хреста. Після їх мученицької смерті спровадив уже 36 монахів, записав фундуш для їх костелу Пречистої Діви Марії на Пісках (збудований німцями-католиками). За однією з версій, мав загинути мучеником у 1341 році, за іншою став віленським єпископом РКЦ. Джерелом цих «францисканських легенд» була «Хроніка Биховця».
Хроніка «генералів» ордену францисканців згадує про мученицьку смерть 2 монахів, страчених за наказом Гедиміна у 1329—1342, але не згадує про роль Гастольда в їх появі у ВКЛ. Великий конфірмаційний привілей Сігізмунда І Старого 1522 року ні словом не згадує про доброчинця францисканського кляштору Вільнюса з Гастольдів (перше збережене надання 1437 року в фрагменті віленського францисканського некрологу 15 ст.). Це дозволяє ствердити про відсутність зв'язку з Гастольдом — старостою замку Вельони 1364 року.

### Литовська версія з доповненнями, уточненнями
Був комендантом гарнізону замку у Велюоні (або Вельона) на р. Німан (або каштеляном). Відомий своїм маєтком в північній частині замку Велюона — Kulva — навколо т. р. поруч Геранен. «Хроніка Биховця» визначає його як засновника роду Гастольдів. Хрещення отримав у 1333 р. Одружився з католичкою Ганною з Бучача (Бучацькою, 1332/1333 р.). Син Андрій.
Війська Тевтонського ордену 1362 року зайняли Каунаський замок (князь Кейстут потрапив у полон). На початку 1364 р. на нещодавно побудований на острові замок у Велюоні біля гирла річки Невежис — притоки р. Нямунаса — напали хрестоносці на чолі з гросмейстером Вінріхом фон Кніпроде (нім. Winrich von Kniprode), маршалом Хеннінгом фон Шіндекопфом (нім. Henning Schindekopf), в якому з 1364 р. перебував П. Гаштольд. Замок був оточений, після 12 днів боїв підпалений. За однією з версій, командири (маршали) хрестоносців дали обіцянку пробачити оборонцям, Гаштольд наказав скласти зброю і відкрити ворота замку, але хрестоносці зруйнували замок, захисники були вбиті, в тому числі П. Гастольд — як його предки Сурмін, Матевік Гаштольди.
Згідно з іншими джерелами, Гастольди були викуплені з полону. П. Гаштольд вижив, його родина поселилася до Укмерге.

### Білоруська версія
Від великого князя ВКЛ Ольгерда отримав у володіння Кам'янець-Подільський. Одним з перших у Литві перейшов на католицький обряд, взяв при хрещенні ім'я Петро. Каштелян замку Велюони; керував обороною замку від нападу хрестоносців (також, рідше, вживають назву крижаки), загинув разом з його оборонцями.